# 善無畏
善无畏 （梵语：Śubhakarasiṃha，637年－735年），音译戍婆揭罗僧诃，或译为输波迦罗，直译为净狮子。汉传密宗的祖师，开元三大士之一，主要弘传胎藏界曼荼罗。

## 出家前
善无畏是中印度人，刹帝利种姓，十三岁继承了东印度的乌荼国王位，打败了举兵夺位的兄弟，但善无畏赦免了他们，并且让位于兄，自己毅然出家。

## 在天竺
善无畏先来到南印度的海滨，在一座寺院学习法华三昧，聚沙为塔。后来到中印度，修习禅法，并且学习了许多经论。在当时印度的最高佛教学府那烂陀寺，善无畏跟随达磨鞠多长老(即法护，Dharmagupta)学习密法，达磨鞠多长老为他灌顶。善无畏在那烂陀寺学有所成，被尊称为三藏法师。在游历印度的佛教圣迹并化导外道后，善无畏啟程东行。

## 在大唐
善无畏由陆路，经突厥、吐蕃抵達漢地，将军史宪奉唐睿宗令，出玉门关迎接。716年(开元四年)，善无畏带着许多梵文佛经，到达长安，此时他已年屆八十。善无畏受到唐玄宗的礼遇恭敬，被尊为国师，先后在兴福南院、菩提院、大圣善寺等处，翻译经典，教授弟子。
724年(开元十年)，善无畏要求回国，但唐玄宗「优诏慰留」。735年 (开元二十三年乙亥十一月七日)，在洛阳大圣善寺圆寂，享年九十九歲，僧腊八十春秋，赠「鸿胪卿」。740年 (开元二十八年)，葬于龙门西山广化寺。

## 无畏碑
《大唐东都大圣善寺故中天竺国善无畏三藏和尚碑铭并序》，赵郡李华撰文。李德裕《次柳氏旧闻》记载善无畏在洛阳召龍致雲之術。洛阳天津橋有荷澤寺，即高力士去请善无畏施咒语祈雨后，回去复旨刚到天津桥南大风大雨就随后而至，唐玄宗因於此地造荷澤寺。

## 译著
- 《虚空藏求闻持法》一卷，沙门悉达译语，无着笔受缀文；
- 《大毗卢遮那成佛神变加持经》(即《大日经》)七卷，沙门宝月译语，一行笔受缀文；
- 《苏婆呼童子经》三卷、《苏悉地揭罗经》三卷，介绍密宗的戒律；
- 《七俱胝佛母准提大明陀罗尼经》一卷；
- 撮要抄译《金刚顶经》：

《金刚顶瑜伽中略出念诵法》四卷，723年 (开元十一年)于资圣寺译
《金刚顶经曼殊室利菩萨五字心陀罗尼品》一卷，730年 (开元十八年)于大荐福寺译
《观自在如意轮菩萨瑜伽法要》一卷，730年 (开元十八年)于大荐福寺译
- 《无畏三藏禅要》，这是善无畏和嵩岳会善寺敬贤对论佛法的记录。

## 法嗣
- 沙门宝思，出身荥阳郑氏，户部尚书郑善果曾孙。
- 沙门妙思，出身琅玡王氏。

### 门人
- 大兴善寺沙门一行
- 保寿寺新罗沙门玄超
- 新羅沙門不可思議

### 传记
- [唐]李华，《玄宗朝翻经三藏善无畏赠鸿胪卿行状》，https://web.archive.org/web/20050122214827/http://www.buddhist-canon.com/history/T500290a.htm
- [宋]赞宁，《宋高僧传·唐洛京圣善寺善无畏传》，https://web.archive.org/web/20050329154920/http://www.buddhist-canon.com/history/T500714b.htm
- 《贞元新定释教目录》 (卷14)中善无畏的介绍，https://web.archive.org/web/20070927190612/http://www.buddhist-canon.com/REF/misc/T550874c.htm
- 《善无畏传》，https://web.archive.org/web/20070929003223/http://www.shijian.org/show.aspx?id=952&cid=26
- 业露华、董群，《中国佛教百科全书·教义卷/人物卷》，上海古籍出版社，2000年，ISBN 7-5325-2865-0
- [宋]赞宁，《宋高僧传》，中华书局，1987年，ISBN 7-1010-0267-6

### 译著
- 《虚空藏菩萨能满诸愿最胜心陀罗尼求闻持法》，https://web.archive.org/web/20041222031554/http://www.buddhist-canon.com/SUTRA/JMiJiao/T200601c.htm
- 《大毗卢遮那成佛神变加持经》，https://web.archive.org/web/20041230164655/http://www.buddhist-canon.com/SUTRA/JMiJiao/T180001a.htm
- 《苏婆呼童子请问经》，https://web.archive.org/web/20041221055602/http://www.buddhist-canon.com/SUTRA/JMiJiao/T180719a.htm
- 《苏悉地羯罗经》，https://web.archive.org/web/20041221055004/http://www.buddhist-canon.com/SUTRA/JMiJiao/T180603a.htm
- 《佛说七俱胝佛母心大准提陀罗尼经》，https://web.archive.org/web/20041222024848/http://www.buddhist-canon.com/SUTRA/JMiJiao/T200186b.htm
- 《金刚顶经瑜伽修习毗卢遮那三摩地法》，https://web.archive.org/web/20041221054524/http://www.buddhist-canon.com/SUTRA/JMiJiao/T180331b.htm
- 《慈氏菩萨略修瑜伽念诵法》，https://web.archive.org/web/20041214080547/http://www.buddhist-canon.com/SUTRA/JMiJiao/T20N1141.htm
- 《无畏三藏禅要》，https://web.archive.org/web/20041222022515/http://www.buddhist-canon.com/SUTRA/JMiJiao/T180942b.htm